# جون ريان (مغني)
جون ريان (بالإنجليزية: John Ryan)‏ هو مغني وكاتب أغاني ومنتج أسطوانات أمريكي، ولد في 19 أغسطس 1987 في Pittsford, New York ‏ في الولايات المتحدة.

## وصلات خارجية
- جون ريان على موقع ميوزك برينز (الإنجليزية)
- جون ريان على موقع أول ميوزيك (الإنجليزية)
- جون ريان على موقع ديسكوغز (الإنجليزية)